# Acheron jianfanglinganus
Acheron jianfanglinganus är en insektsart som beskrevs av C.-k. Yang och Wang 2002. Acheron jianfanglinganus ingår i släktet Acheron och familjen fjärilsländor. Inga underarter finns listade i Catalogue of Life.